# Acide perfluorobutanesulfonique
L'acide perfluorobutanesulfonique ou acide nonafluorobutanesulfonique est un composé chimique dérivé du perfluorobutane, (c'est-à-dire du butane ou tous les atomes d'hydrogène ont été substitués par des atomes de fluor) auquel est attachée une fonction acide sulfonique. L'anion est utilisé comme tensioactif fluoré stable du fait de la force des liaisons carbone–fluor. 
Outre l'isomère linéaire, il existe 3 isomères de constitution ramifiés possibles du PFBS. 

## Nonaflates
Les nonafluorobutanesulfonates CF3CF2CF2CF2SO3−, sels ou esters de l'acide perfluorobutanesulfonique, sont couramment appelés nonaflates. Leur utilisation est semblable à celle du triflate.

Formule semi-développée de l'anion nonaflate.